# Magasin Aubinais
Le magasin Aubinais est un bâtiment commercial de l'île de La Réunion, département et région d'outre-mer français dans le sud-ouest de l'océan Indien. Situé dans le centre-ville de Saint-Denis au 37 rue Jean-Chatel, il est inscrit à l'inventaire supplémentaire des Monuments historiques depuis le 25 mars 1994,.